# Чикаленко, Лев Евгеньевич
Лев Евгеньевич Чикаленко (укр. Чикаленко Левко Євгенович; 3 марта 1888, Перешоры, Херсонская губерния — 7 марта 1965, Нью-Йорк) — украинский археолог, учёный, педагог, общественно-политический деятель.

## Биография
Родился в семье общественного деятеля, землевладельца, агронома, издателя, публициста, мецената Евгения Харлампиевича Чикаленко и его супруги — Марии Викторовны (в девичестве Садык) († 1932). В семье было 5 детей: Анна, Виктория, Лев, Петр и Иван.
Окончил Одесскую гимназию.
С 1907 году изучал естественные науки в Лозаннском университете. 2 года изучал геологию на кафедре у профессора Мориса Люжона (Maurice Lugeon).

Был арестован в 1905 году в Одессе, защищая евреев во время погрома, когда получил ранения, а также в 1909 и в 1911 в Киеве.
В 1909 году ушёл из университета, под влиянием Ф. К. Волкова (Вовка), который был в гостях семьи Чикаленко в Киеве в том же году. Он предложил участвовать в своей археологической экспедиции на Волыни и получить образование в Санкт-Петербургском университете, чтобы посвятить своё будущее украинской антропологии.
В 1909 году участвовал в археологической экспедиции с участием студентов под руководством Ф. К. Волкова (Вовка). Провели раскопки палеолитное городище возле с. Городок, побывали в Житомире, многих сёлах Волыни. Принимал участие в археологической экспедиции в с. Мезин Черниговской губернии. Помогал выполнять и обобщать антропологические измерения на Полтавщине, Херсонщине, Кубани.
В связи с репутацией неблагонадёжного удалось поступить в Санкт-Петербургский университет только в 1912 году.
Принимал участие в общественно-политических событиях в Петрограде в 1917 году.
С марта 1917 года — активный участник украинских митингов.
Принадлежал к Украинской социал-демократической партии.
Вернувшись в Киев, в 1917 года вошёл в состав исполнительного комитета Киевского совета рабочих и солдатских депутатов.
В апреле 1917 года на Всеукраинском национальном конгрессе в Киеве избран в состав Украинской Центральной Рады, занимал должность секретаря, а 8 апреля 1917 — Малой Рады.
В 1919 году научный сотрудник Академии наук, при власти украинских партий — в городской управе, преподавал географию в киевской гимназии на Лукьяновке.
В 1920 году его кандидатура была выставлена на должность министра труда в правительстве Украинской народной республики, однако он отказался от этой должности, оставшись советником министра внутренних дел в правительстве Саликовского А. Ф.
Имел тесные связи с социалистами-федералистами.
Входил в состав делегаций на переговорах с адмиралом Врангелем в Крыму в 1920 году и с Савинковым в Варшаве. После встречи с Врангелем принял решение об эмиграции.
Осенью 1920 года переехал в Тарнув, оттуда — в Варшаву.
В 1923—1926 гг. проживал в Праге, занимался научной деятельностью.
В 1924 году защитил диссертацию на соискание доктора философских наук в Свободном украинском университете в Праге.
Читал лекции по антропологии, этнографии и археологии в Украинском педагогическом институте имени М. Драгоманова. Работал лаборантом в предысторическом отделе Чешского национального музея.
В 1926 году переехал в Париж. В Парижском институте палеонтологии человека в Сен-Жермен изучал знаменитые коллекции палеолитических городищ Франции и южной Африки.
В 1926—1939 гг. жил в Польше, работал в Краковском университете и музеях Академии наук Польши. Упорядочил материалы археологических экспедиций, проведённых в Киевской губернии.

В 1942 году во время немецко-фашистской оккупации входил в состав львовского археологического комитета, изучал керамику Трипольской культуры и коллекцию музея Научного общества имени Т. Шевченко.
После окончания Второй мировой войны проживал в Западной Германии.
В 1948 году перебрался в США. В связи с невостребованностью и отсутствием средств к существованию некоторое время вынужден был работать уборщиком в нью-йоркском французском госпитале. Преподавал в Украинском университете в Нью-Йорке.
Умер в Нью-Йорке 7 марта 1965 года.
Прах перевезён на Украину и перезахоронен на родине в с. Перешоры в 1998 году, согласно завещанию.

## Жёны и дети
- Первая жена (1916-1921) — Татьяна Сергеевна Стахевич (1890—1942) (дочь Лидии Николаевны Фигнер, племянница Веры Николаевны Фигнер) — историк. Окончила историко-филологический факультет Высших женских Бестужевских курсов (1914), была оставлена там под руководством М. И. Ростовцева, вышла замуж за Л. Е. Чикаленко (1916) и уехала с ним на Украину. После эмиграции мужа вернулась с детьми в Петроград (1921), работала в Музее революции. При начавшемся в 1929 разгроме Музея (аресты сотрудников и закрытие отделов «Каторги и ссылки», Великой французской революции) ушла оттуда. Преподавала латинский язык и занималась со студентами университета. Затем преподавала латынь в Первом ленинградском мединституте. Умерла от голода в блокадном Ленинграде[2].
  - Дочь — Ирина Львовна Стахевич (Арыся,1918 — октябрь 1999) — инженер-технолог. Окончила химический факультет Института киноинженеров, получила направление в Шосткинскую фабрику киноплёнки № 6[3], но не поехала туда, так как оборудование завода было эвакуировано на восток страны, а г. Шостка вскоре был занят немцами. Работала на номерном заводе в Ленинграде, преобразованном впоследствии в НИИ. Перед уходом с работы возглавляла лабораторию. Пережила блокаду.
  - Дочь — Ягна Львовна Стахевич  (1917—1983) — геолог, работала во ВСЕГЕИ, затем — Институте геологии Арктики, участвовала в геологической разведке алмазов в Якутии.
- Вторая жена (с 1943) — Оксана Георгиевна Линтварёва (р. 1919), дочь Георгия Линтварёва.
  - Дочь —  Марьяна Львовна — врач, проживает в Нью-Йорке.

## Научная деятельность
Автор научных трудов по археологии:
- «Очерк развития геометрического орнамента палеолитной эпохи» (1923),
- «Техника орнаментации керамических изделий мизинских неолитических поселков» (1925),
- «Очерк развития украинской неолитической живописной керамики — Бильче-Золотое» (1926) и др.

## Общественная деятельность
Являлся
- сотрудником Российского антропологического общества при Петербургском университете — с 1911 года,
- действительным членом киевского Украинского научного общества — с 1917 года,
- членом Украинского историко-филологического общества в Праге — с 1923 года,
- членом Общества передисториков Чехословацкой республики,
- членом Научного общества имени Тараса Шевченко во Львове — с 1932 года,
- членом Союза украинских писателей и журналистов в Аугсбурге (Германия) — с 1947 года,
- действительным членом Украинской свободной академии наук — с 1949 года.

Редактор сборника «Соловецкая каторга» опубликован в 1931 г. в Варшаве, письма бывших узников Соловецкого лагеря.